# Латеранский собор (649)
Латеранский собор (лат. Concilio Lateranense) — поместный собор, организованный и проведённый папой римским Мартином I в храме Спасителя вблизи Латеранского дворца в Риме в октябре 649 года.

## Цели
Главной целью было сформирование суждения о монофелитском догмате, лежавшем тогда в основе религиозной политики Византийской империи.

## Участники
Собор не получил статуса Вселенского ни на западе, ни на востоке, для участия в нем в Рим прибыло 105 епископов, преимущественно из Италии, Сицилии, Сардинии и африканских провинций империи.
Важную роль в подготовке документов Латеранского собора сыграли греческие монахи во главе со святым Максимом Исповедником.

## Решения
Собор анафематствовал «Экфесис» патриарха Сергия I и «Типос» патриарха Павла II, еретиками были объявлены константинопольские патриархи Сергий I, Пирр I и Павел II, александрийский патриарх Кир и епископ Фарана Феодор.
По окончании собора папа издал энциклику, в которой оповещал христианский мир о восстановлении истинного учения Церкви.

## Реакция Константинополя
Постановления Латеранского собора были восприняты в Константинополе как мятежный вызов. В 653 году папа Мартин I под покровом ночи был арестован, под охраной отправлен морем в Константинополь, там осужден как изменник, приговорен к лишению всех званий и сослан в Херсонес Таврический, где и умер в 655 году.